# Marginal Skip
《Marginal Skip》是日本MOONSTONE在2009年4月24日發售的戀愛冒險類型成人遊戲。

## 故事
在春天的夜晚中，九条貴之在山丘上遇到來自神魔界的姊妹公主シェーラ和ニース。貴之得知她們是離家出走即收容她們在御狹家中，在新學期開始的展開新的生活。

## 角色

### 主要角色
九条貴之
本作男主角。勵學館學園2年E組學生。雙親已不在目前寄宿在御狹家中，將奏視為妹妹。
（聲：佐本二厘）
生日：10月3日，星座：天秤座，身高：158cm，三圍：86(C)/55/85
勵學館學園2年E組學生，神魔界的公主，通稱。小時候曾經與貴之相遇，因為想見貴之而再次來訪。
（聲：青山由香里）
生日：1月22日，星座：水瓶座，身高：162cm，三圍：82(B)/52/80
勵學館學園1年B組學生，シェーラ的妹妹，通稱ニース。比更早遇到貴之但不願表明此事。
宮崎由紀菜（聲：安玖深音）
生日：3月16日，星座：雙魚座，身高：155cm，三圍：85(C)/53/84
勵學館學園2年E組學生，貴之的青梅竹馬。有被父母拋棄的過去。目前在喫茶店打工。
天津冬子（聲：民安友繪）
生日：12月3日，星座：射手座，身高：164cm，三圍：88(D)/56/86
勵學館學園3年A組學生，貴之的青梅竹馬。偶像團體「DATE COURSE」的主唱，藝名是天津りさ。
御狹霧奏（聲：風音）
生日：7月7日，星座：巨蟹座，身高：150cm，三圍：77(A)/49/77
勵學館學園1年E組學生，貴之的青梅竹馬。過去一直有原因不明的病症發作。

### 其他角色
（聲：Miru）
シェーラ的使魔，能使用魔法變成人。真實模樣是藍色小貓。
（聲：井村屋穗乃香）
ニース的使魔，能使用魔法變成人。真實模樣是黃色小貓。
町田小町
勵學館學園2年E組學生。
（聲：牧泉美）
勵學館學園3年A組學生，冬子的朋友。
梅谷小雪
勵學館學園1年E組學生，奏的朋友。在1年多前被貴之解救而暗戀貴之。
御狭霧美奈子（聲：水捲真魚）
奏的母親，喫茶店的店主。
（聲：祭大！）
的父親，神魔界的國王。
（聲：岩橋直哉）
服侍的第一劍士。
（聲：水捲真魚）
小町飼養的鳥。

## 工作人員
- 企劃/劇本：呉
- 原畫：Mitha、
- SD角色：
- CG：、rastel
- 背景：
- 系統監修：薫（retouch.info）
- BGM：Angel Note
- 影片：菱野優希（JamJamHouse）
- 協助：tororo（CIRCUS）
- 製作人：

## 主題歌
片頭曲「Promise 〜月夜的記憶〜」（Promise 〜月夜の記憶〜）
作詞：夕野ヨシミ，作曲：杉山由美，歌：佐藤裕美&NANA
片尾曲「Kiss Me Tonight」
作詞：夕野ヨシミ，作曲：Fishtone，歌：加濑爱奈
挿入曲
作詞：夕野ヨシミ，作曲：キャサリン，歌：デートコース（民安智惠&みるく&加濑爱奈）
挿入曲「Tomorrow keep shining」
作詞：呉/加濑爱奈，作曲：つきのうさぎ，歌：民安友繪
挿入曲「Brave Heart」
作詞/作曲/歌：Cy-Rim rev.

## DATE COURSE
遊戲中的偶像團體「DATE COURSE」（デートコース）除了遊戲演出外，在現實中也有舉辦演唱等相關活動。

### 成員
天津りさ（民安友繪）
勵學館學園3年級學生，綽號りさりさ。
当麻美帆（みるく）
國中3年級學生，綽號みーぽ。
呉羽成美（加濑爱奈）
大學1年級學生，綽號なるちー。

### 歌曲
抱きしめて欲しいよ（マジスキ 〜Marginal Skip〜 挿入尾）
作詞：夕野ヨシミ，作曲：キャサリン
キラキラッ☆ -twinkle star light-（Princess Party 〜プリンセスパーティー〜 挿入尾）
作詞：柚原みなみ，作曲/編曲：キャサリン
いちゃいちゃプリンセス!（いちゃぷり! 〜お嬢さまとイチャラブえっちな毎日〜 片頭曲）
作詞：夕野ヨシミ，作曲：キャサリン
（いちゃぷり! 〜お嬢さまとイチャラブえっちな毎日〜 片尾曲）
作詞：夕野ヨシミ，作曲：キャサリン
アイドルKiss！無敵ッス☆（あい☆きゃん 片頭曲）
作詞：織姫よぞら，作曲：小池雅也，編曲：ケニーK

## 相關商品
漫畫
- 作畫：織生あや　出版社：雙葉社

1. 發售日：2009年9月12日　ISBN 978-4575836721
2. 發售日：2010年5月12日　ISBN 978-4575837650
FANDISC
發售日：2009年9月18日
收錄DATE COURSE的網路廣播、壁紙。
CD
發售：PetaBits Records　發售日：2009年4月25日
- Promise ～月夜の記憶～

發售：PetaBits Records　發售日：2009年5月29日
書籍
出版社：　發售日：2009年3月27日　ASIN B001RTTXH4
- マジスキ -Marginal Skip- オフィシャルファンブック

出版社：彩文館出版　發售日：2009年11月1日　ISBN 978-4775604472

## 評價
《Marginal Skip》在2009年萌系遊戲大賞中獲得話題賞金賞。

## 外部連結
- 官方網站 （页面存档备份，存于）MOONSTONE（日語）
- デートコース （页面存档备份，存于）DATE COURSE官方網站（日語）
- 《Marginal Skip》在視覺小說數據庫的頁面 （英文）